# Arthur Wasse

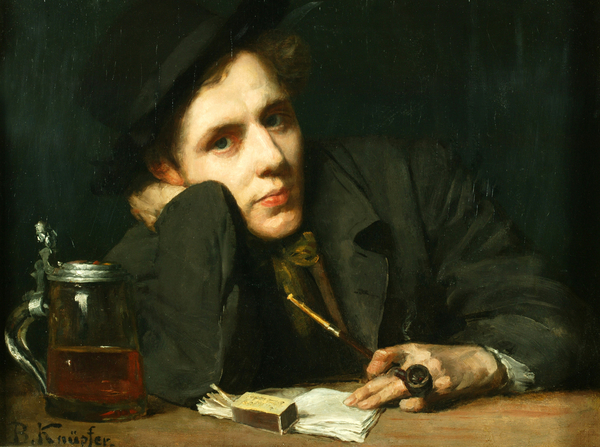
Arthur Wasse, porträtiert von Beneš Knüpfer (1874)

Arthur Wasse (* 1854 in Manchester; † 1930 in Rothenburg ob der Tauber) war ein britisch-deutscher Maler.
1854 wurde Arthur Wasse als Sohn eines Miniaturmalers im englischen Manchester geboren. Er studierte in seiner Geburtsstadt beim englischen Maler William Jabez Muckley sowie in München bei Carl Theodor von Piloty und Wilhelm von Diez. Mit 41 Jahren zog er nach langjährigem Pendeln zwischen England und Oberdeutschland in die bayerische Stadt Rothenburg ob der Tauber.
Sein Œuvre ist von kontinentaleuropäischen Sujets, seien es Genreszenen, Landschaften oder Architekturmotive, durchzogen und hat spätromantische Züge. Er malte auch Stillleben, mythologische Themen und Gartenbilder. Seine Werke sind von den Präraffaeliten, der Münchner Schule und impressionistischen Malereien beeinflusst.
Die meisten Arbeiten sind lediglich durch Auktionen bekannt. 2004 veranstaltete der Verein Alt-Rothenburg e.V. eine Retrospektive anlässlich des 150. Geburtstags Wasses.
1874 wurde Wasse von seinem Münchner Studienkollegen Beneš Knüpfer porträtiert; das Ölgemälde (50,8 × 66,7 cm) befindet sich heute in der Manchester Art Gallery (Inv. Nr. 1983.821).

## Werke (Auswahl)

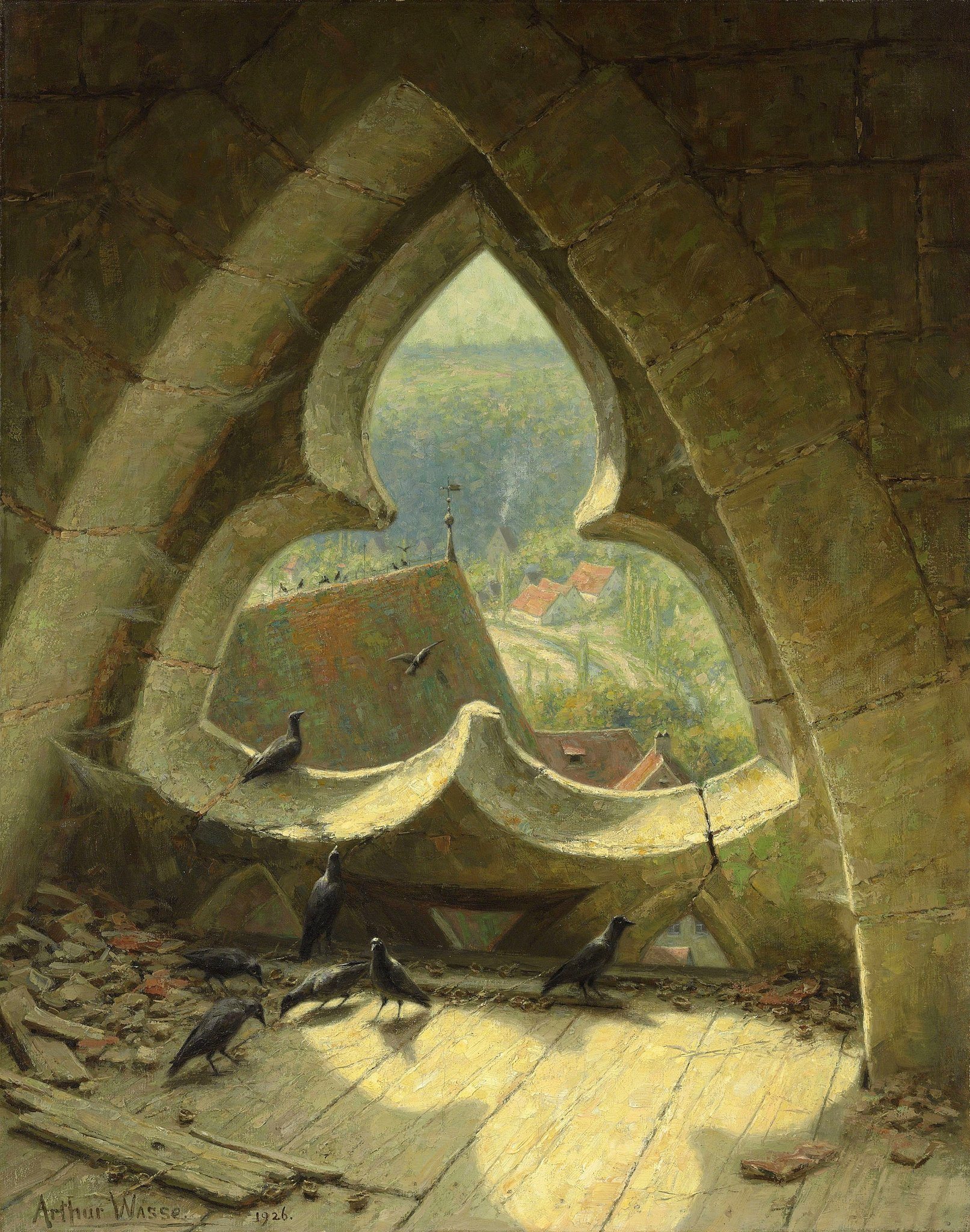
Through the Window

- Italienisches Bauernmädchen, o. J. Öl auf Leinwand, 50,8 × 25,4 cm. Privatbesitz[4]
- Blühende Rosen an der Laube, o. J. Öl auf Leinwand. Privatbesitz
- Winterlandschaft, o. J. Öl auf Leinwand. Privatbesitz
- Sonntagmorgen, o. J. Öl auf Leinwand. Privatbesitz
- Through the Window, 1926. Öl auf Leinwand. Privatbesitz[2]
- Abschied, 1892. Öl auf Leinwand, 121,9 × 86,4 cm. Lytham St. Anne, Fylde Council Town Hall, Inv. Nr. 48
- Hof in Bayern, 1906. Öl auf Leinwand, 102,4 × 138,5 cm. Manchester, Art Gallery, Inv. Nr. 1913.7